# Psammophis namibensis
Rắn cát Namib (Danh pháp khoa học: Psammophis namibensis) là một loài rắn sống ở sa mạc Namib trong họ Lamprophiidae.

## Đặc điểm
Chúng là những con rắn rất thon thả và di chuyển nhanh. Hầu hết lượng nước mà chúng hấp thụ được là qua thức ăn.Tuy nhiên chúng cũng hút những giọt nước rơi xuống lá cây hoặc từ chính cơ thể của chúng khi sương mù dày đặc hoặc từ những trận mưa hiếm hoi. Để điều chỉnh nhiệt độ cơ thể của mình, chúng cũng nấp trong những bụi cây hoặc hang chuột.